# Chlorotoluène
Le chlorotoluène ou chlorométhylbenzène est un composé aromatique de formule C7H7Cl. Il est constitué d'un cycle benzénique substitué par un groupe méthyle et un atome de chlore. Comme tous les benzènes disubstitués, il existe sous la forme de trois isomères structuraux, les composés ortho, méta et para, selon la position relative des deux substituants sur le cycle.
Le chlorure de benzyle, parfois appelé α-chlorotoluène, est un isomère des chlorotoluènes où le chlore est substitué sur le groupe méthyle, mais il n'est pas considéré à proprement parler comme un chlorotoluène.

## Propriétés
| Chlorotoluène                             |                                                             |                                                            |                                                            |
| Nom                                       | 2-Chlorotoluène                                             | 3-Chlorotoluène                                            | 4-Chlorotoluène                                            |
| Autres noms                               | 1-Chloro-2-méthylbenzène o-chlorotoluène orthochlorotoluène | 1-Chloro-3-méthylbenzène m-chlorotoluène métachlorotoluène | 1-Chloro-4-méthylbenzène p-chlorotoluène parachlorotoluène |
| Représentation                            |                                                             |                                                            |                                                            |
| Numéro CAS                                | 95-49-8                                                     | 108-41-8                                                   | 106-43-4                                                   |
| Numéro CAS                                | 25168-05-2 (mélange d'isomères)                             |                                                            |                                                            |
| ECHA                                      | 100.002.205                                                 | 100.003.255                                                | 100.003.089                                                |
| ECHA                                      | 100.042.438 (100.137.417) (mélange d'isomères)              |                                                            |                                                            |
| PubChem                                   | 6945                                                        | 8489                                                       | 7474                                                       |
| Formule brute                             | C7H7Cl (C6H4ClCH3)                                          | C7H7Cl (C6H4ClCH3)                                         | C7H7Cl (C6H4ClCH3)                                         |
| Masse molaire                             | 126,586 g mol−1                                             | 126,586 g mol−1                                            | 126,586 g mol−1                                            |
| État (CNTP)                               | liquide                                                     | liquide                                                    | liquide                                                    |
| Apparence                                 | liquide incolore odeur aromatique                           | liquide incolore odeur aromatique                          | liquide incolore                                           |
| Point de fusion                           | −35 °C                                                      | −48 °C                                                     | 7,5 °C                                                     |
| Point d'ébullition                        | 159 °C                                                      | 162 °C                                                     | 162 °C                                                     |
| Masse volumique (20 °C)                   | 1,08 g·cm-3                                                 | 1,08 g·cm-3                                                | 1,07 g·cm-3                                                |
| Pression de vapeur saturante              | 3,82 hPa (20 °C)                                            | 3,8 hPa (20 °C)                                            | 3,6 hPa (20 °C)                                            |
| Point d'éclair (coupelle fermée)          | 43 °C                                                       | 48 °C                                                      | 49 °C                                                      |
| Point d'auto-inflammation                 | > 550 °C                                                    | > 550 °C                                                   | 570 °C                                                     |
| Limites d'explosivité                     | 1,3 – 8,3 vol.% (68 – 435 g/m³)                             | 1,3 – 8,3 vol.% (68 – 435 g/m³)                            | 1,3 – 8,3 vol.% (68 – 435 g/m³)                            |
| Solubilité (eau)                          | 0,05 g l−1 (20 °C)                                          | 0,106 g l−1 (25 °C)                                        | 0,11 g l−1 (25 °C)                                         |
| Coefficient de partage octanol/eau (LogP) | 3,42                                                        | 3,28                                                       | 3,33                                                       |
| SGH                                       | [ 2 ]                                                       | [ 3 ]                                                      | [ 4 ]                                                      |
| Phrases H et P                            | H226, H332, H361d et H410                                   | H226, H332 et H411                                         | H226, H317, H332 et H411                                   |
| Phrases H et P                            | P210, P273, P280, P310 et P304+P340                         | P210, P273 et P304+P340+P312                               | P273 et P280                                               |

Les chlorotoluènes se présentent sous la forme de liquide incolores, très peu solubles dans l'eau, ils peuvent cependant être dissous dans d'autres solvants organiques tels que le benzène, l'éthanol, l'éther, l'acétate d'éthyle ou le chloroforme. Les points de fusion des composés ortho et méta sont relativement proches, celui du composé para, qui a une symétrie bien plus grande, est en revanche bien plus élevé. Les points de vaporisation de trois isomères sont par contre eux tous très proches.
| Paramètres de l'Équation d'Antoine log10(P) = A−(B/(T+C)) |               |         |          |         |
|                                                           | T (K)         | A       | B        | C       |
| 2-Chlorotoluène                                           | 278,4–432,5   | 4,48741 | 1768,105 | −38,389 |
| 3-Chlorotoluène                                           | 277,9–435,5   | 4,48148 | 1807,576 | −32,105 |
| 4-Chlorotoluène                                           | 278,7 K–435,5 | 4,47458 | 1795,293 | −34,380 |

## Production
Les chlorotoluènes peuvent être préparés à partir des toluidines correspondantes via la réaction de Sandmeyer. Un mélange de 2- et 4-chlorotoluènes est obtenu par chloration du toluène avec du chlore et du fer, formant du chlorure de fer(III) comme acide de Lewis. 

## Uses
Les chlorotoluènes sont utilisés comme solvants et comme produits intermédiaires dans la production de teintures, de produits phytosanitaires et de produits pharmaceutiques. 
Les 2- et 4-chlorotoluene sont des précurseurs du chlorure de benzyle (ClC6H4CH2Cl), du benzaldéhyde (ClC6H4CHO) et du chlorure de benzoyle (ClC6H4C(O)Cl).